# Ankang
Ankang (xinès: 安康; pinyin: Ānkāng) és una ciutat a nivell de prefectura al sud de la província de Shaanxi, a la República Popular de la Xina. Limita amb la província de Hubei a l'est, el municipi de Chongqing al sud i la província de Sichuan al sud-oest.

## Història
L'assentament d'Ankang data de l'edat de pedra, i la seva història registrada es remunta a més de 3000 anys. El comtat d'Ankang es va establir durant la dinastia Jin Occidental (280 dC).

## Clima
Ankang té un clima subtropical humit influït pel monsó (Köppen Cwa), amb hiverns frescos i secs i estius calorosos i humits. La temperatura mitjana mensual oscil·la entre els 3,7 °C al gener i els 27,0 °C al juliol, mentre que la mitjana anual és de 15,7 °C. La major part de les precipitacions anuals es produeixen de juny a setembre.